# Кырсим
Кырсим — река в России, протекает в Ханты-Мансийском автономном округе. Устье реки находится в 292 км по правому берегу реки Северной Сосьвы. Длина реки — 71 км, площадь её водосборного бассейна — 961 км².

## Притоки
- 8 км: Порамъя (пр)
- 17 км: Осяхъя (лв)
- 38 км: Мань-Кырсим (лв)
- 42 км: Кырсимсоим (пр)

## Данные водного реестра
По данным государственного водного реестра России относится к Нижнеобскому бассейновому округу, водохозяйственный участок реки — Северная Сосьва, речной подбассейн реки — Северная Сосьва. Речной бассейн реки — (Нижняя) Обь от впадения Иртыша.
Код объекта в государственном водном реестре — 15020200112115300027667.